# Петерка, Джон-Джейсон
Джон-Джейсон «Джи-Джи» Петерка (нем. John-Jason «J-J» Peterka; род. 14 января 2002, Мюнхен) — немецкий хоккеист, нападающий клуба «Юта Маммот». На драфте НХЛ 2020 года был выбран во втором раунде под общим 34-м номером командой «Баффало Сейбрз».

## Карьера
Начал карьеру на родине в команде «Ред Булл» (Мюнхен), в котором за 42 матча заработал 11 очков.
В 2020 году был выбран во 2-м раунде под общим 34-м номером клубом «Баффало Сейбрз». После выбора на драфте вернулся в «Ред Булл», где отыграл целый сезон. 12 июня 2021 года подписал с «Сейбрз» трёхлетний контракт новичка. Весь следующий сезон он играл за фарм-клуб «Рочестер Американс», где заработал 68 очков, став лучшим бомбардиром в своей команде, но за «Сейбрз» он сыграл две игры.
В сезоне 2022/23 набрал 32 очка (12+20) в 77 матчах за «Баффало». В сезоне 2023/24 набрал 50 очков (28+22) в 82 матчах.
25 июня 2025 года был обменян в «Юта Маммот» на Майкла Кесселринга и Джоша Доуна. Сразу После обмена Петерка подписал с новым клубом пятилетний контракт на сумму $38,5 млн.
На чемпионате мира 2023 года был одним из лидеров сборной Германии, набрав 12 очков (6+6) в 10 матчах, и помог команде завоевать серебряные медали.

## Статистика

### Клубная
| 2017–18     | Академия Red Bull  | Czech.18       | 18  | 7  | 14 | 21 | 4  | 2  | 4 | 0 | 4  | 0 |
| 2018–19     | Академия Red Bull  | Czech.19       | 48  | 45 | 49 | 94 | 52 | —  | — | — | —  | — |
| 2019–20     | Ред Булл Мюнхен    | DEL            | 42  | 7  | 4  | 11 | 14 | —  | — | — | —  | — |
| 2019–20     | Ред Булл Мюнхен    | Лига чемпионов | 10  | 1  | 2  | 3  | 0  | —  | — | — | —  | — |
| 2020–21     | Ред Булл Зальцбург | ЛХЛ            | 12  | 7  | 9  | 16 | 12 | —  | — | — | —  | — |
| 2021–22     | Рочестер Американс | АХЛ            | 70  | 28 | 40 | 68 | 28 | 10 | 7 | 5 | 12 | 6 |
| 2021–22     | Баффало Сейбрз     | НХЛ            | 2   | 0  | 0  | 0  | 0  | —  | — | — | —  | — |
| 2022–23     | Баффало Сейбрз     | НХЛ            | 77  | 12 | 20 | 32 | 26 | —  | — | — | —  | — |
| 2023–24     | Баффало Сейбрз     | НХЛ            | 82  | 28 | 22 | 50 | 28 | —  | — | — | —  | — |
| Всего в DEL | Всего в DEL        | Всего в DEL    | 42  | 7  | 4  | 11 | 14 | —  | — | — | —  | — |
| Всего в НХЛ | Всего в НХЛ        | Всего в НХЛ    | 161 | 40 | 42 | 82 | 54 | —  | — | — | —  | — |